# Mission Ridge (British Columbia)
Die Mission Ridge ist ein Gebirgskamm in der kanadischen Provinz British Columbia.

## Geographie
Die Mission Ridge liegt im Bridge River-Lillooet Country im South-Central Interior von British Columbia. Sie erstreckt sich westwärts von der Kleinstadt Lillooet entlang der Nordseite des Seton Lake bis zum Mission Pass, welcher sich unmittelbar oberhalb nördlich der am See gelegenen Gemeinde Shalalth befindet, über eine Fläche von 291 km². Die Straße über den Pass wird gleichfalls Mission Mountain genannt, als Abkürzung für „Mission Mountain Road“. Der Mission Creek fließt an der Nordseite des Passes und ist ein Zufluss des Bridge River. Die unteren Teile der Straße, an der Nordseite des Gebirgskamms, bildeten den einzigen Straßenzugang zum Bridge River Country, bevor Mitte der 1950er Jahre eine Straße durch den Bridge River Canyon als Zugang vom unteren Tal des Bridge River und der Kleinstadt Lillooet über die Gemeinde Moha gebaut wurde. Der Großteil bzw. nahezu der gesamte Kamm gehört zu Indianerreservaten, namentlich Slosh 1 unter Verwaltung der Seton Lake First Nation und Bridge River 1 unter Verwaltung der Bridge River Indian Band. Teile der Ostseite des Kamms befinden sich in von der Lillooet Indian Band kontrollierten Reservationen; dazu gehören auch die oberhalb von Lillooet gelegenen Sporne, welche von Reverend Lundin Brown in den 1860ern als St. Mary’s Mount bezeichnet wurden, obwohl dieser Name nie haften blieb und nicht offiziell anerkannt wurde.

### Gipfel
Im Folgenden die Gipfel von Westen nach Osten:
- Tsee Peak (1978 m, ⊙)
- Geodetic Peak (2180 m, ⊙)
- Puck Peak (2296 m, ⊙)
- Mission Peak (2403 m, ⊙)
- Mount McLean (2427 m, ⊙)

### Objekte und Zugang
Am Westende des Gebirgskamms, auf einer Kuppe unmittelbar oberhalb von Shalalth und gerade östlich der Passhöhe, ist eine Richtfunk-Station installiert, die über einen Straßenzugang vom Pass aus verfügt. Eine Energietrasse verläuft entlang des Kamms an seiner Nordseite vom Mission Peak aus ostwärts; der Durchgangsverkehr an ihr wird aber von einem Erdrutsch blockiert. Ein Netzwerk von Straßen breitet sich oberhalb der Brücke über den unteren Bridge River zwischen Applespring Creek und Moha aus und reicht bis zum Einzugsgebiet des Camoo Creek, welches das wichtigste Einzugsgebiet an der Nordflanke des Kamms bildet und auch die unteren Terrassen nahe Moha umfasst. Die Straßen verlaufen über einen steilen Abstieg von der Energietrasse durch das Becken des Ama Creek bis zur Mündung des Bridge River in den Fraser River bei den Bridge River Rapids. (Der von dort aus sichtbare Gipfel ist der kleinere der beiden Gipfel des Mount McLean.) Auf dem Kamm gibt es zahlreiche kleine stehende Gewässer wie den Moon Lake, welcher eines der hochalpinen Becken auf dem Kamm bildet, das größtenteils aus Wiesen oder Tundra besteht, obwohl seine Südseite oberhalb des Seton Lake extrem steil ist und extrem hohe Klippen sowie Geröllrinnen umfasst, die sich über dem Ostende des Sees auftürmen. Die Nordwestseite des Kamms bildet die Südostgrenze des Bridge River Canyon, welcher sich vom Gebiet des Terzaghi Dam (ursprünglich als Mission Dam bezeichnet) bis nach Moha erstreckt. Das östlichste Ende des Kamms bildet die Nordwand des kurzen Canyons, welcher den Abfluss des Seton Lake mit dem Canyon des Cayoosh Creek verbindet und historisch als Nkoomptch („Wasser, das sich kreuzt“) bezeichnet wurde. Eine Erweiterung des Kamms westlich des Passes endet am Nosebag Mountain. Westlich des Nosebag Creek und des Whitecap Creek, welcher nach Süden in Seton Portage in den Seton River fließt, liegt die Bendor Range.

### Einordnung
In einigen Quellen wird der Gebirgskamm als Teil der „Chilcotin Mountains“ bezeichnet, aber diese enden am Bridge River, ungeachtet einer gewöhnlichen geologischen Angleichung an die Shulaps Range, den östlichsten Teil der Chilcotin Ranges. Der Kamm ist eigentlich Teil der Pacific Ranges.

## Etymologie
Der Name ist von der Mission des Oblation-Ordens in Shalalth abgeleitet. Ursprünglich wurde der Gebirgskamm, welcher etwa 20 km lang ist, als Mission Mountain bezeichnet, aber weil bereits ein anderer Mission Mountain in British Columbia (auf der Tsimpsean Peninsula nahe Prince Rupert) registriert war und der Name tatsächlich eher zu einem kleinen Bergmassiv passt als zu irgendeinem speziellen Gipfel, wurde er 1931 für offizielle Zwecke umgemünzt. Das British Columbia Geographic Names Information System setzt die Koordinaten des Kamms auf den Mission Peak (2403 m), den westlichen der drei Hauptgipfel des Kamms, welcher so auf der Grundkarte der Provinz verzeichnet ist. Die beiden anderen Gipfel werden zusammengenommen als Mount McLean  (2427 m) bezeichnet, wobei der tatsächlich höchste von ihnen offiziell unbenannt ist, weil er vom See, den anderen Aussichtspunkten auf den Kamm und von Moha aus nicht sichtbar ist. (Er ist nur vom Fountain-Pavilion-Abschnitt des BC Highway 99 aus zu sehen.) Der Mount McLean ist nach Donald McLean von der Hudson’s Bay Company benannt, der im Chilcotin-Krieg zu Tode kam.

## Weitere Quellen
- Irene Edwards: Tales from Seton Portage. Selbstverlag, Lillooet, BC 1976 (englisch).